# Calderona
La Calderona és una comarca del País Valencià que actualment està repartida entre les comarques administratives del Camp de Morvedre i el Camp de Túria. Hi formaven part els municipis actuals Albalat dels Tarongers, Alfara de la Baronia, Algar de Palància, Algímia d'Alfara, Estivella, Gilet, Petrés, Segart, Torres Torres (part del Camp de Morvedre), i Marines, Nàquera, Olocau de Carraixet, i Serra de Portaceli (part del Camp de Túria). Apareix al mapa de comarques d'Emili Beüt "Comarques naturals del Regne de València" publicat l'any 1934. Històricament, se sol utilitzar este topònim (juntament al de "Alt Carraixet") per a la subcomarca històrica integrada per Bétera, Serra, Nàquera, Olocau, Marines i Gàtova, estretament lligada al Camp de Llíria però amb una idiosincràsia pròpia.
La serra Calderona és l'indret més conegut de la comarca.